# Martin Erich Philipp
Martin Erich Philipp (* 4. August 1887 in Zwickau; † 1. November 1978 in Dresden), auch unter seinen Initialen MEPH bekannt, war ein deutscher Maler und Grafiker.

## Leben

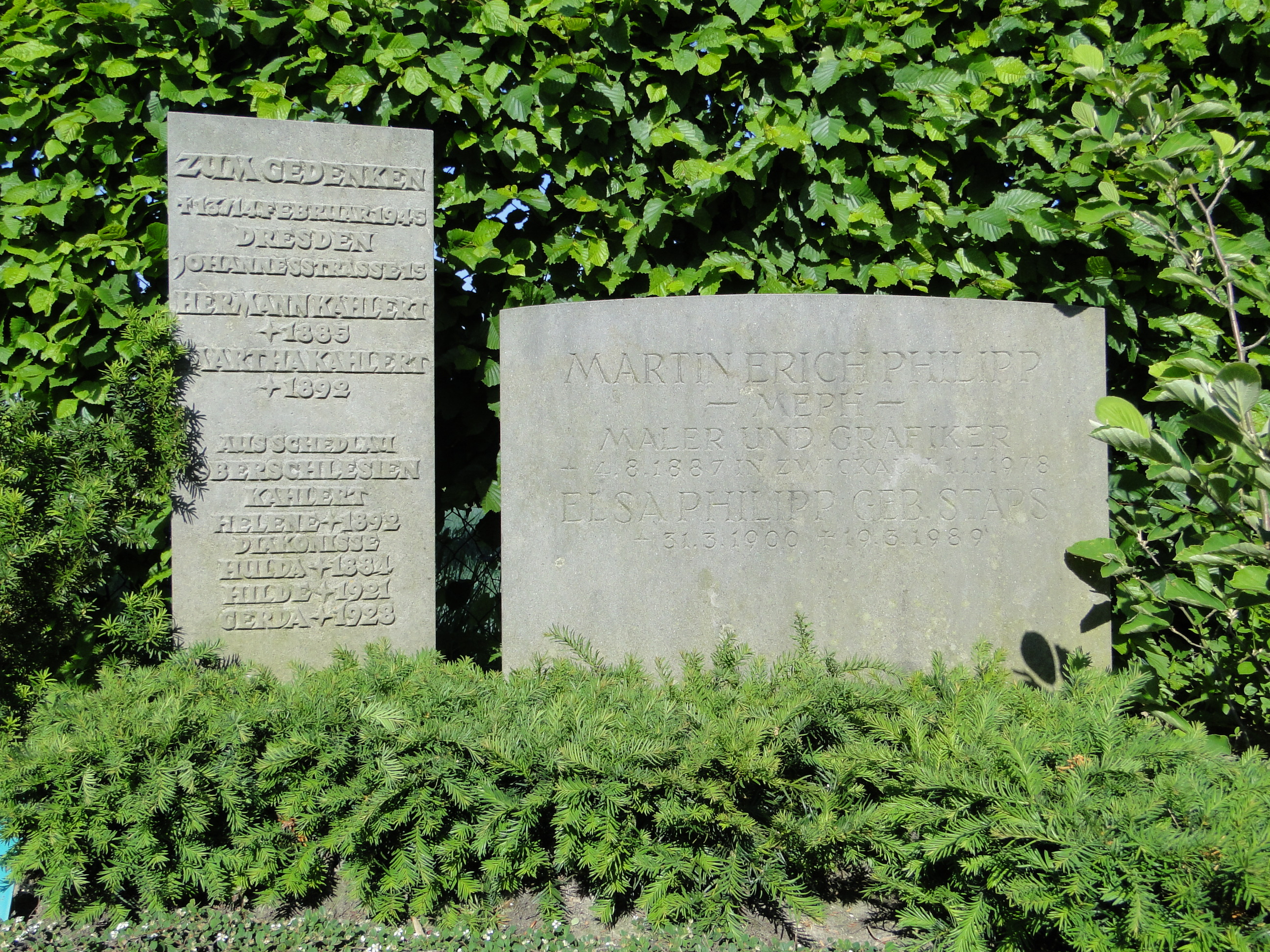
Philipps Grab auf dem Dölzschener Friedhof

Philipp war das jüngste von acht Geschwistern des Inhabers eines Zwickauer Kolonialwarengeschäfts. Er besuchte in Zwickau das Realgymnasium bis zur Untersekunda, wo ihm ein Zeichenlehrer erste künstlerische Fähigkeiten vermittelte. Von 1904 bis 1908 studierte er bei Richard Guhr an der Kunstgewerbeschule in Dresden, dann bis 1913 bei Richard Müller, Osmar Schindler und Oskar Zwintscher und im Meisteratelier von Gotthardt Kuehl an der Dresdner Kunstakademie.
1910 radiert Philipp sein erstes Exlibris, dem noch viele folgen sollten. Ab 1913 arbeitete er freischaffend als Kunstmaler in Dresden. 1914 weist das Adressbuch als seine Frau die Schneiderin Frida Philipp aus. 1929 nennt ihn das Adressbuch in der Ermelerstraße 28. Ab 1930 fehlt er in den Adressbüchern.
Philipp war auf zahlreichen Graphikausstellungen vertreten. Zu seinem Werk gehören vor allem Tiermotive, aber auch Illustrationen zeitgenössischer Literaturwerke und erotische Bilder.
Bedeutende Sammlungen wurden auf ihn aufmerksam und u. a. das Kupferstichkabinett Dresden, die Graphische Sammlung Königsberg, die Bibliothek für Kunst und Wissenschaft Paris und die Staatliche Kupferstichsammlung London erwarben Grafiken. Radierungen Philipps befinden sich auch in der Sächsischen Landesbibliothek. In der Zeit des Nationalsozialismus war Philipp obligatorisch Mitglied der Reichskammer der bildenden Künste. Offenbar hatte er aber kaum Ausstellungen.
Philipp arbeitete auch in der DDR in Dresden als freischaffender Künstler, gehörte dem Verband Bildender Künstler an, fand aber nur noch wenig Beachtung.
Philipp wohnte mit seiner Frau in Dölzschen auf der Wurgwitzer Straße. Er wurde auf dem Friedhof Dölzschen beigesetzt.

## Ehrungen
- 1914: Sächsische Staatsmedaille für Graphik (für mehrere Akt-Radierungen)

## Rezeption
„Philipp orientierte sich an Stilrichtungen, die schon am Beginn seiner Schaffenszeit aus der Mode gekommen waren, wie dem Jugendstil und dem Japonismus. Sie verband er mit Perfektion und einer heiter-gelassenen Weltsicht. Zudem gilt Philipp als Meister der Linie, mit der er seinen Körpern einen ganz eigenen, sinnlichen Ausdruck zu geben vermochte.“

## Werke (Auswahl)
- Perlhühner (Farbholzschnitt, 1918)[2]
- Kammersänger Ludwig Ermold als Frosch in der Fledermaus (Mitte der 1910er Jahre)[3]
- Selbstporträt (Öl, 50 × 60 cm, 1939)
- Vriesea (Öl, Große Deutsche Kunstausstellung 1941)[4]
- Mann mit Hut (Radierung, 1950)[5]

### Als Original in Pressendrucken publizierte Radierungen
- Friedrich von Schlegel: Lucinde. A. Juncker, Privatdruck, Berlin, 1917 (mit acht erotischen Radierungen)
- Moritz August von Thümmel: Wilhelmine oder der vermählte Pedant ein prosaisches comisches Gedicht 1764. J. J. Weber, Leipzig, 1919 (mit 10 Radierungen, Auflage 500)
- Heinrich Heine: Die Bäder von Lucca. Richard Weissbach, Heidelberg, 1921 (mit sieben Radierungen; Auflage 200)
- Johann Georg Scheffner: Gedichte im Geschmack des Barock. Privatdruck, 1921 (mit 10 Radierungen, Auflage 400)
- Hans Rudolf Klimas: Das Mädchen in dem Porzellanturm. Hoennicke, Berlin, 1922
- Paul Verlaine: Frauen. Privatdruck, 1922 (mit zwölf Radierungen, Auflage 50)

## Ausstellungen (unvollständig)

### Einzelausstellungen
- 1981: Dresden, Galerie Kunst der Zeit (Grafik)
- 1987: Erfurt, Schloss Molsdorf („Das druckgrafische Werk“)

### Ausstellungsbeteiligungen
- 1914: Leipzig, Große Buch- und Kunstausstellung
- 1934: Dresden, Brühlsche Terrasse („Sächsische Kunstausstellung“)
- 1941: München, Große Deutsche Kunstausstellung
- 1954: Zwickau, Städtisches Museum („Künstler aus Zwickau“)[6]